# Stigmella sakhalinella
Stigmella sakhalinella là một loài bướm đêm thuộc họ Nepticulidae. Nó được tìm thấy từ Scandinavia đến Pyrenees, Ý và Serbia, và từ Đảo Anh đến miền trung Nga, phía đông đến phần phía đông của Palearctic ecozone. Nó cũng được tìm thấy ở Cận Đông.
Sải cánh dài 4-4.6 mm. Con trưởng thành bay vào tháng 5 và từ tháng 7 đến tháng 8.
Ấu trùng ăn Betula pendula, Betula pubescens và Betula utilis. Chúng ăn lá nơi chúng làm tổ. 